# 嘉熙
嘉熙（かき）は、中国・南宋の理宗の治世に使用された元号。1237年 - 1240年。

## 西暦・干支との対照表
| 嘉熙 | 元年   | 2年    | 3年    | 4年    |
| 西暦 | 1237年 | 1238年 | 1239年 | 1240年 |
| 干支 | 丁酉   | 戊戌   | 己亥   | 庚子   |

## 出来事
- 端平3年
  - 12月19日：翌年より踰年改元の詔が下る。
- 嘉熙元年
  - 5月22日：臨安にて大火が発生。
  - 10月：黄州を襲ったモンゴル軍が撃退される。
- 嘉熙2年
  - 2月：モンゴルが歳幣（中国語版）の提供を条件付きで南宋に和議を求める。
  - 3月2日：通好使をモンゴルに派遣する。
  - 9月：モンゴル軍が淮南に侵入したが、宋軍の反撃により敗退する。
- 嘉熙3年
  - 正月2日：史嵩之が右丞相・枢密使となる。
  - 3月：宋軍が襄陽を奪還したが、守備上の難しさから再び放棄する。
  - 8月：モンゴル軍が四川に侵入して劫略する。
  - 12月：孟珙が長江中流域にわたってモンゴルの攻勢を阻止させる。
- 嘉熙4年
  - 正月15日：星変により理宗の「罪己詔」が下る。
  - 2月：モンゴル軍が四川から退却する。
  - 7月：南宋とモンゴルの和議交渉が決裂する。
  - 10月3日：翌年より「淳祐」へ踰年改元の詔が下る。

## 他の王朝
- モンゴル帝国 - 太宗オゴデイの9年 - 12年